# Al-Múndhir (IV) ibn Qabus ibn Ma-as-Samà
Al-Múndhir (IV) ibn Qabus ibn Ma-as-Samà o al-Múndhir (IV) ibn al-Múndhir (àrab: المنذر بن المنذر, al-Munḏir b. al-Munḏir) fou rei làkhmida d'al-Hira. El seu regnat se situa vers el 578-580 probablement entre Feshart Ouzayd (fins a 578) i Qabissa (vers 580). Encara que era làkhmida no era fill de Qabus ibn al-Mundhir i la seva ascendència és incerta. Se sap que fou molt impopular i que vers el 579 fou derrotat decisivament pel gassànida al-Múndhir (III) ibn al-Hàrith (569-581) a al-Hira, capital que fou incendiada. Potser Qabissa fou el rei col·locat pels gassànides que en tot cas no es va poder sostenir. El 582 ja estava al tron an-Numan (III) ibn al-Múndhir, darrer rei làkhmida.